# Ostrovce
Ostrovce (německy Ostrowitz) jsou vesnice, část města Černošín v okrese Tachov v Plzeňském kraji. Nachází se asi 3,5 kilometru jižně od Černošína. V roce 2020 nedaleko obce vznikl autokemp Mezi drny. Ostrovce je také název katastrálního území o rozloze 5,93 km².

## Historie
První písemná zmínka o vesnici pochází z roku 1379.

## Obyvatelstvo
| Rok            | 1869 | 1880 | 1890 | 1900 | 1910 | 1921 | 1930 | 1950 | 1961 | 1970 | 1980 | 1991 | 2001 | 2011 | 2021 |
| -------------- | ---- | ---- | ---- | ---- | ---- | ---- | ---- | ---- | ---- | ---- | ---- | ---- | ---- | ---- | ---- |
| Počet obyvatel | 129  | 141  | 129  | 124  | 130  | 154  | 140  | 79   | 59   | 44   | 33   | 23   | 39   | 42   | 34   |
| Počet domů     | 22   | 22   | 22   | 22   | 24   | 22   | 23   | 21   | 17   | 15   | 10   | 12   | 13   | 14   | 15   |

## Obecní správa
Při sčítání lidu v letech 1869–1963 Ostrovce byly samostatnou obcí v okrese Stříbro. Od roku 1964 jsou částí města Černošín v okrese Tachov.

## Další fotografie

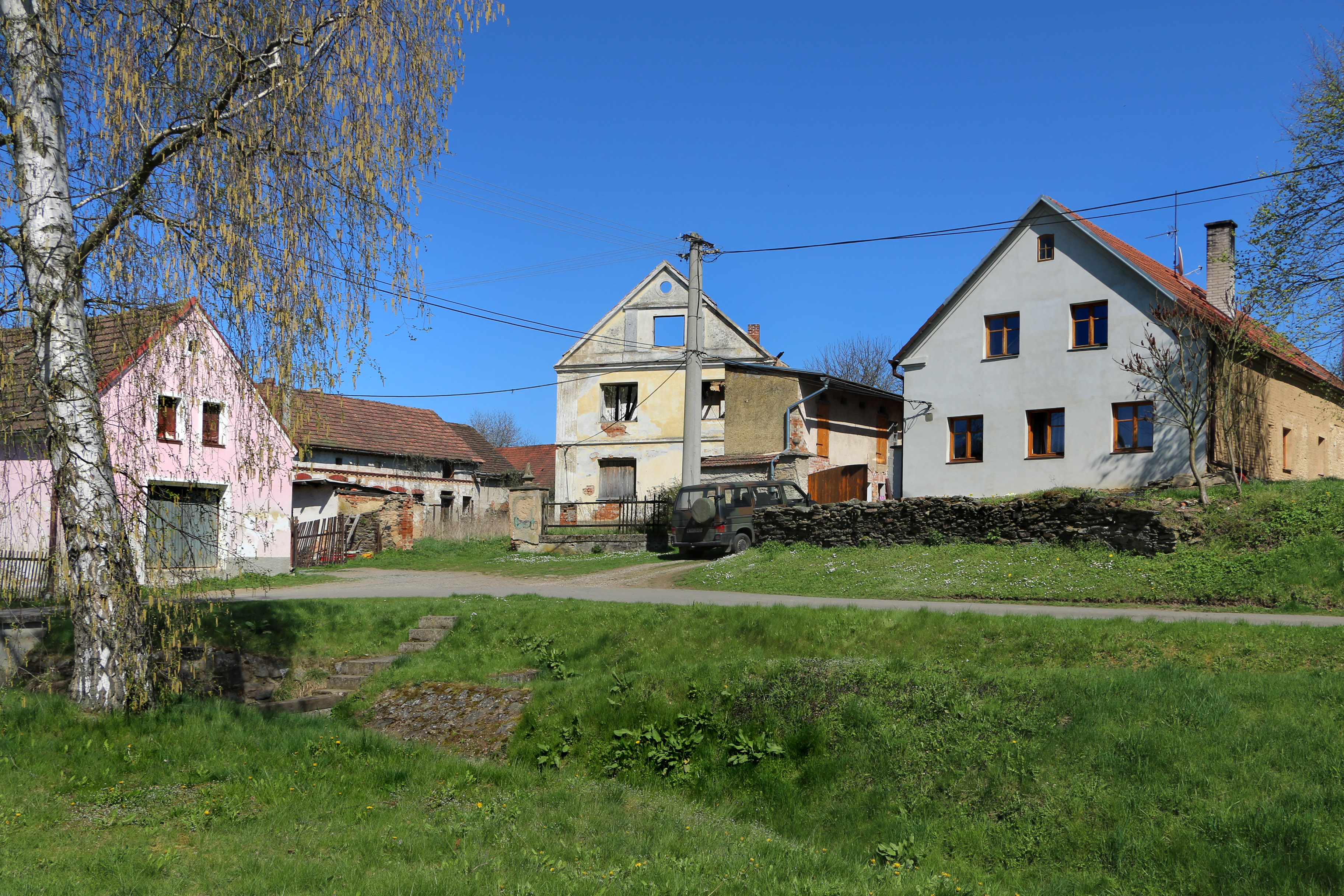
Východní strana návsi
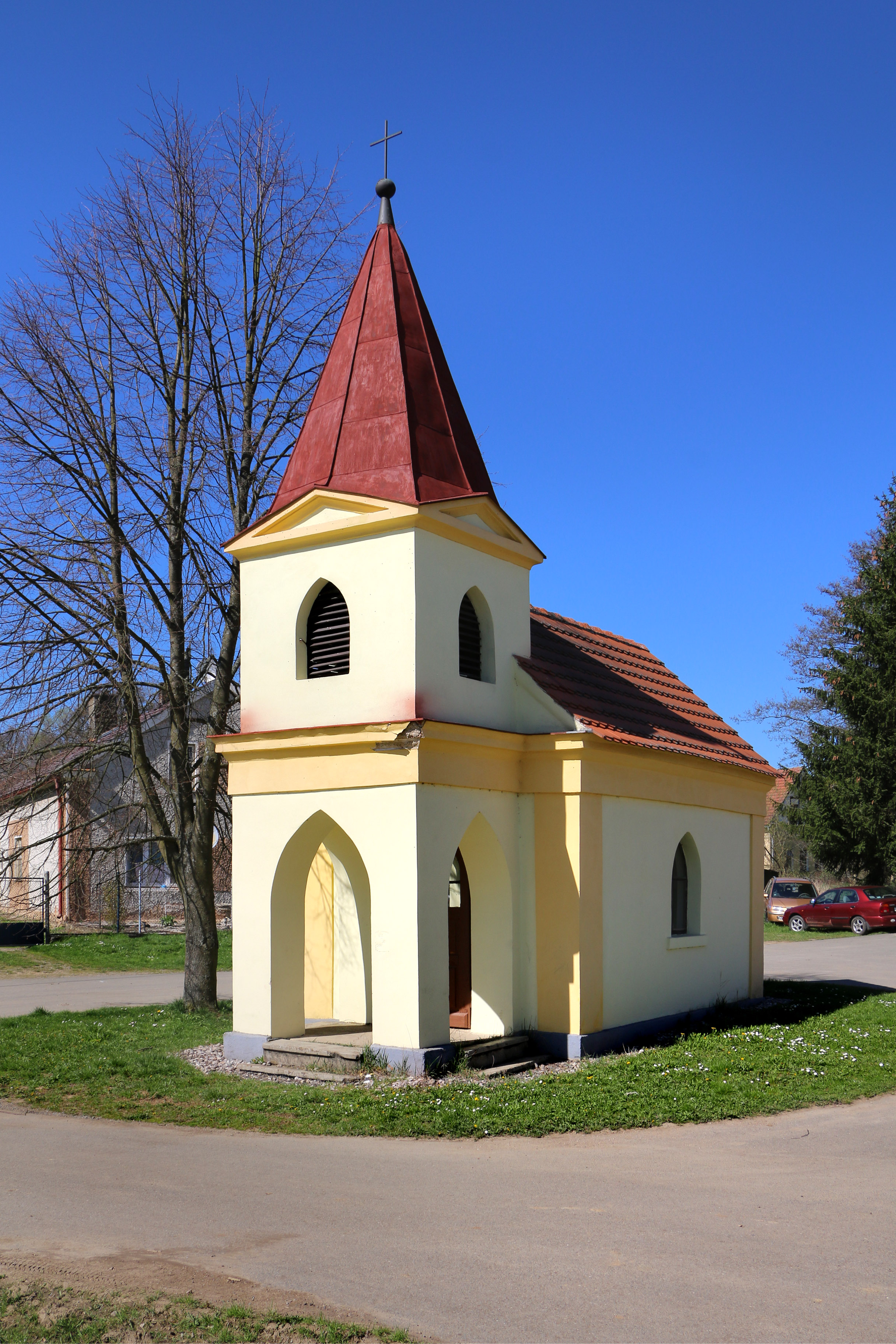
Kaple
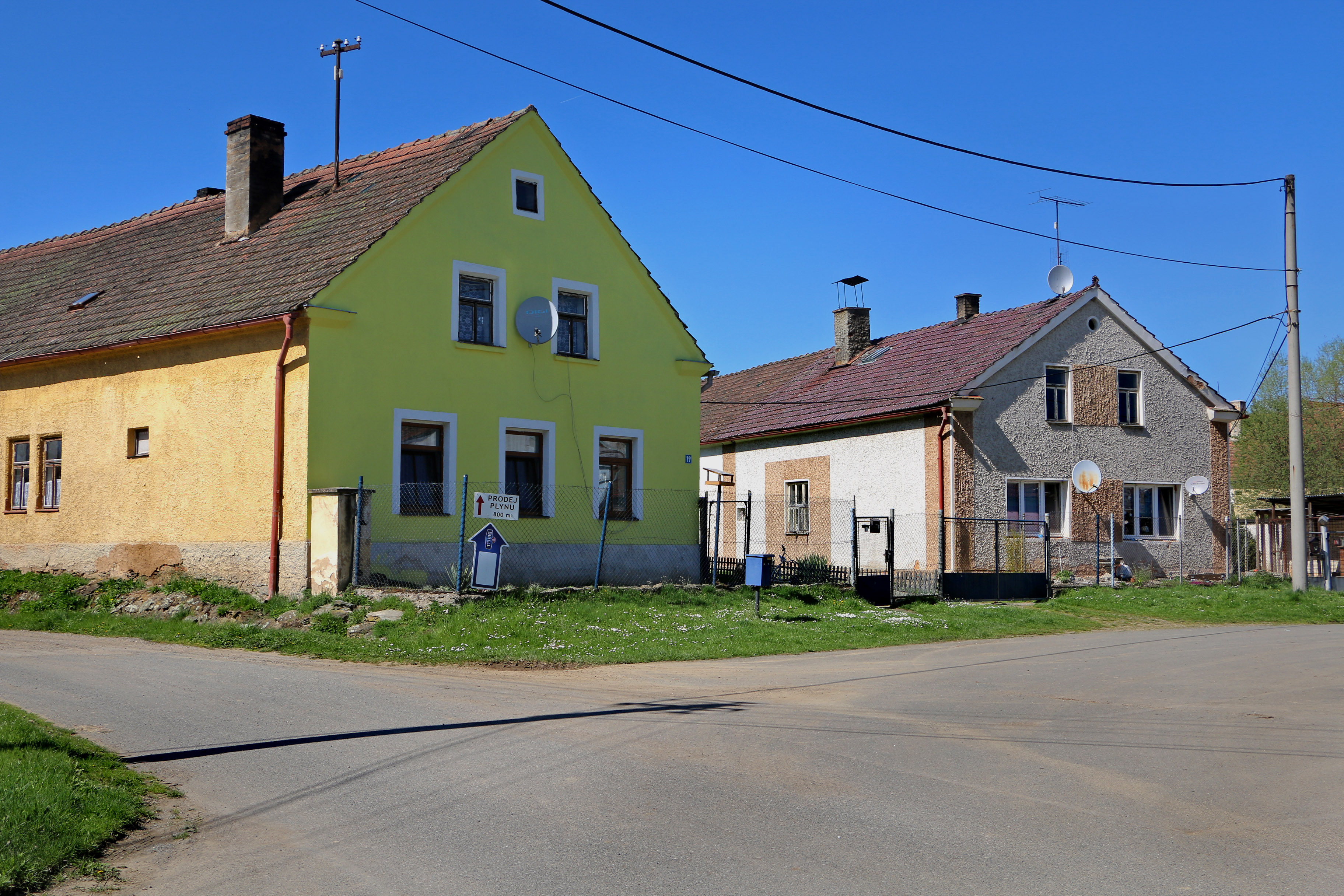
Dům čp. 18